# Chlomek (vrch)
Chlomek (německy Klomgen) uváděný také jako Chlumka, Kajba aj. je vrch (483 m) v Českém středohoří asi 2 km jjz. od Kostomlat pod Milešovkou a 5 km vjv. od Bíliny v katastrálním území Radovesice u Bíliny obce Hrobčice v okrese Teplice, na rozhraní Milešovského středohoří a Mostecké pánve. Vrchol nebyl nikdy odlesněn.
Podobně jako ostatních vrchy v okolí je i tento pozůstatkem sopečné činnosti. Jedná se o méně výrazný vrch budovaný leucitickým bazanitem, výrazný především ze západní strany, kde byla krajina v 2. polovině 20. století kompletně přeměněna v souvislosti s budováním Radovesické výsypky.

## Přístup
Na vrchol nevedou cesty, ale po východním úpatí prochází žlutě značená turistická trasa stezka z Kostomlat pod Milešovkou do Štěpánova.

## Ochrana přírody
Na jz. svahu vrchu byla roku 1952 zřízena přírodní rezervace Kajba, jež chránila klesostepní vegetaci s bohatými společenstvy skal a hlinitých svahů. Ta byla na začátku 90. let v souvislosti s postupujícím zasypáním Radovesické výsypky zrušena; rostliny travinných stepních, krátkostébelných společenstev s některými botanicky zajímavými druhy se zde nacházejí i v současnosti, např. sasanka hajní, upolín nejvyšší, kokořík vonný aj.